# Процик Андрій Васильович
Андрій Васильович Процик (нар. 17 липня 1986, Львів, УРСР) — український футболіст, захисник.

## Життєпис

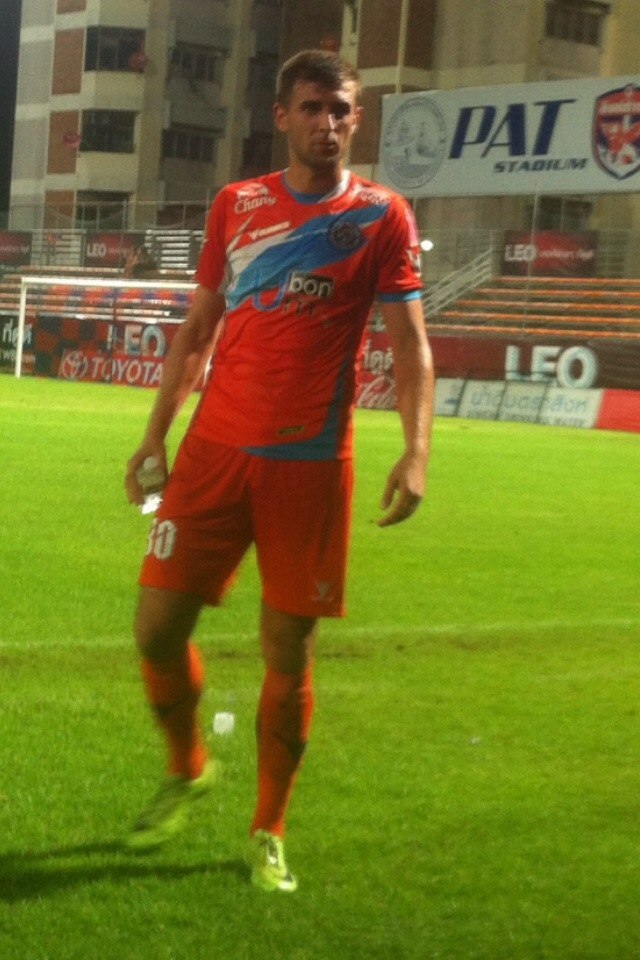
Андрій Процик у 2015 році

Народився у Львові, вихованець місцевих «Карпат». У складі «зелено-білих» з 2002 по 2003 рік виступав у ДЮФЛУ. Дорослу футбольну кар'єру розпочав у 2003 році в складі фарм-клубу «карпатівців» — «Галичини-Карпати». Дебютував на професіональному рівні 2 квітня 2004 року в переможному (4:2) поєдинку 17-о туру групи А Другої ліги проти бориспільського «Борисфена-2». Андрій вийшов на поле в стартовому складі та відіграв увесь матч, а на 10-й хвилині відзначився ще й дебютним голом у професіональній кар'єрі. Того сезону у Другій лізі зіграв 5 матчів та відзначився 1 голом. У сезоні 2005/06 років потрапив до першої команди «зелено-білих». Дебютував у складі львівського клубу 7 квітня 2006 року в переможному (3:1) виїзному поєдинку Першої ліги проти бурштинського «Енергетика». Процик вийшов на поле на 87-й хвилині, замінивши Самсона Годвіна. Того сезону провів 3 поєдинки в Першій лізі. У сезонах 2004/05 та 2005/06 років виступав також за «Карпати-2». У першій частині сезону 2006/07 років знову був у заявці «Карпат», але за першу команду не виступав. Натомість провів 15 поєдинків у складі «зелено-білих» у першості дублерів. У березні 2007 року «Карпати» розірвали контракт з Проциком й надали йому статус вільного агента, завдяки чому він зумів працевлаштуватися в ФК «Коростень». Дебютував у футболці городян 31 серпня 2007 року в програному (0:1) домащньому поєдинку 6-о туру групи А Другої ліги проти чернівецької «Буковини». Андрій вийшов на поле в стартовому складі, а на 46-й хвилині його замінив Дмитро Горбаченко. У команді відіграв один сезон, зіграв 12 матчів. 
У сезоні 2009/10 років виступав у третьоліговому польському клубі «Вісла» (Пулави), за який провів 21 матч та відзначився 1 голом. У вільний від виступів за польський клуб час виступав в аматорських колективах «Кар'єр» (Торчиновичі) та «Куликів» у чемпіонаті Львівської області. У 2010 році повернувся до Польщі, де виступав у клубі «Орел» (Вежбиця) з четвертої ліги польського чемпіонату. З 2011 по 2012 рік виступав в аматорських клубах «Самбір», «Сокіл» (Золочів), «Бори» (Бориничі), СКК Пісочна, «Авангард» (Жидачів) та «Миколаїв». У 2015 році виїхав до Польщі. З того часу виступав за команди 5-ї ліги місцевого чемпіонату: МКС (Канчуга), «Киселюв» та «Старт» (Порохник).